# جاکومو کاسین
جاکومو کاسین (انگلیسی: Giacomo Caccin؛ زادهٔ ۲۱ مارس ۱۹۹۷) بازیکن فوتبال است.
وی همچنین در تیم ملی فوتبال زیر ۲۰ سال ایتالیا بازی کرده‌است.